# 巴黎中华圣母堂
48°49′17″N 2°21′47.30″E / 48.82139°N 2.3631389°E
巴黎中华圣母堂（Église Notre-Dame-de-Chine）是法国巴黎的一座罗马天主教教堂，服务于巴黎华人社区。 
巴黎中华圣母堂是由巴黎枢机主教主持修建，建筑师弗朗索瓦·帕耶。它位于十三区舒瓦西大街（avenue de Choisy）27号，毗邻圣希玻里堂（Église Saint-Hippolyte）。2005年12月18日由巴黎总主教Monseigneur Vingt-Trois祝圣。
巴黎中华圣母堂的布局不同于传统的教堂，是围绕祭台的螺旋形。